# Palpita diehli
Palpita diehli là một loài bướm đêm trong họ Crambidae.